# Mariana Aiveca

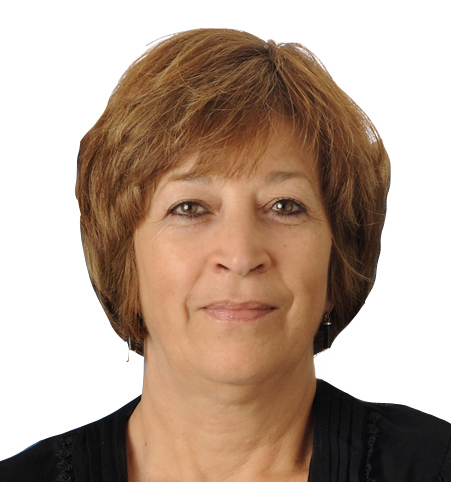

Mariana Rosa Aiveca (Setúbal, 3 de fevereiro de 1954) é uma assistente administrativa e política portuguesa.
Foi deputada à Assembleia da República pelo Bloco de Esquerda entre 2005 e 2015.
Foi candidata, pelo BE, à Presidência da Câmara Municipal de Setúbal nas eleições autárquicas de 2013.